# Timber Press
Timber Press is een Amerikaanse uitgeverij uit Portland, Oregon. De uitgeverij is gespecialiseerd in boeken over tuinieren, sierteelt, plantkunde, natuurlijke historie en de Pacific Northwest. Timber Press publiceerde zijn eerste boek in 1980 en geeft heden ten dage meer dan 400 verschillende titels uit. 
Timber Press maakt deel uit van de Workman Publishing Company. Meerdere boeken die worden uitgegeven door Timber Press, zijn onderscheiden met de Annual Literature Award van de Council on Botanical and Horticultural Libraries (CBHL).